# Fontana di Trevi

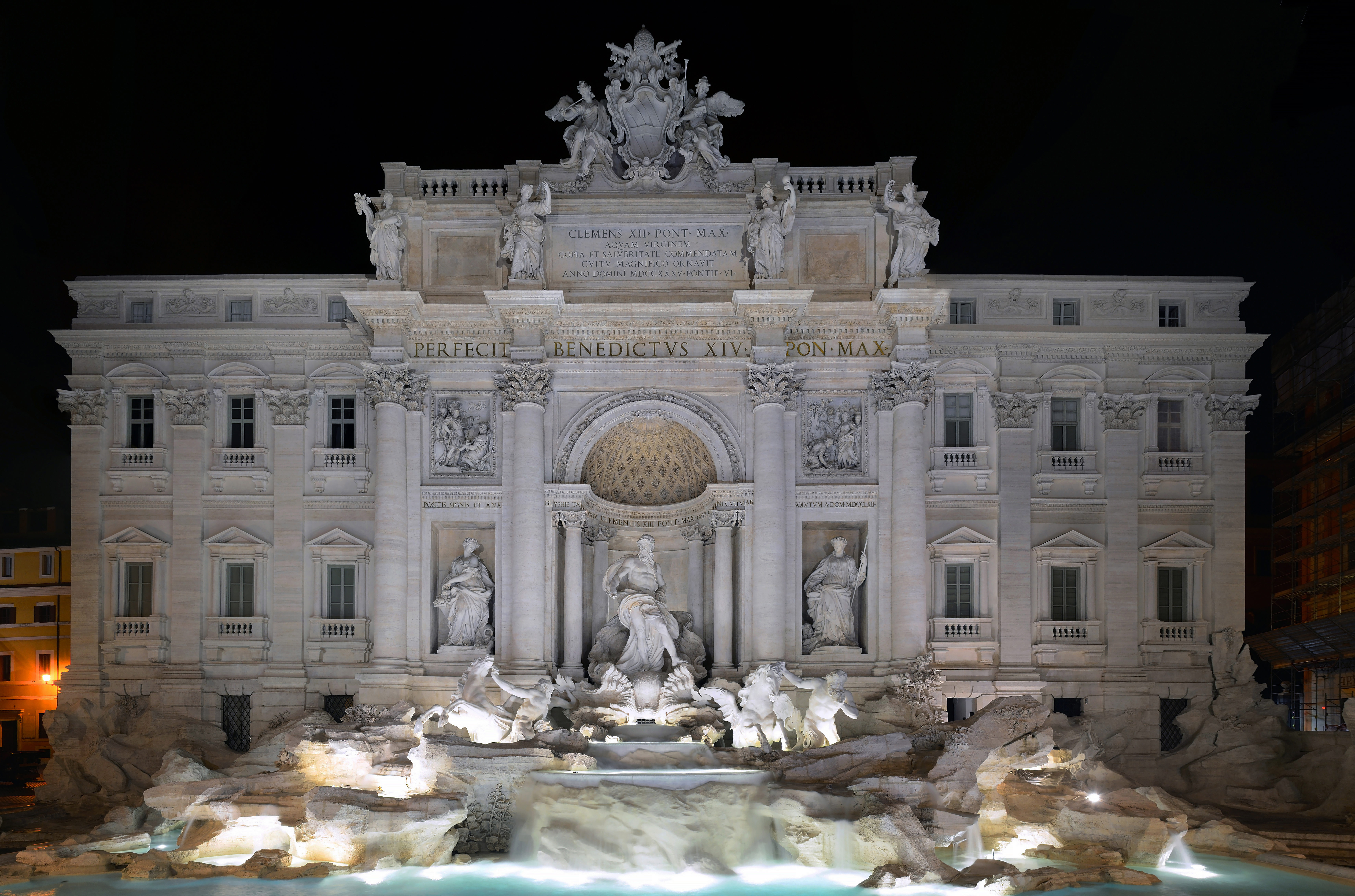
Fontana di Trevi

Fontana di Trevi este cea mai cunoscută și probabil cea mai frumoasă fântână arteziană din Roma. Acest monument impresionant domină micuța piață Trevi situată in cartierul Quirinale.
Fontana di Trevi se afla la capătul unui apeduct construit în anul 19 î.Hr. ce se numește Aqua Virgo. Acest apeduct aduce apa de la izvoarele Salone (aproximativ 20 km depărtare de Roma) și aprovizionează fântânile din centrul istoric al Romei cu apă.
In 1732, din ordinul papei Clement al XII-lea, a fost angajat Nicola Salvi pentru a ridica o fântână mare în Piața Trevi.
Mai existase un plan de construcție al unei astfel de fântâni după un proiect de Bernini care fusese amânat în urmă cu un secol după moartea papei Urban al VIII-lea.
Salvi și-a construit capodopera pe baza vechiului proiect al lui Bernini.
Construcția monumentalei fântâni baroce a fost finalizata abia în anul 1762.
Figura centrală a fântânii Trevi este Neptun, zeul mării, care se află într-un car de luptă ce are forma unei scoici, tras de doi căluți de mare. Unul dintre cai este nărăvaș, iar celălalt este calm și supus. Aceștia simbolizează dispoziția fluctuantă a mării.
La dreapta lui Neptun se găsește o statuie ce reprezintă abundența, iar cea din stânga reprezintă sănătatea perfectă. Deasupra sculpturilor se găsesc basoreliefuri, unul din ele înfațișând-o pe Agripa, fata dupa care a fost denumit apeductul.
Apa de pe fundul fântânii reprezinta marea. Legenda spune că cel ce aruncă o monedă în apa se va întoarce la Roma. Această monedă trebuie aruncată peste umăr, cu spatele la fântână.